# جيمس أندرسون جونيور
جيمس أندرسون جونيور (بالإنجليزية: James Anderson)‏ هو عسكري أمريكي، ولد في 22 يناير 1947 في لوس أنجلوس في الولايات المتحدة، وتوفي في 28 فبراير 1967 في محافظة كوانغ تشي في فيتنام.